# Self-sovereign identity

Relaties tussen entiteiten, identiteiten en attributen / identificatoren

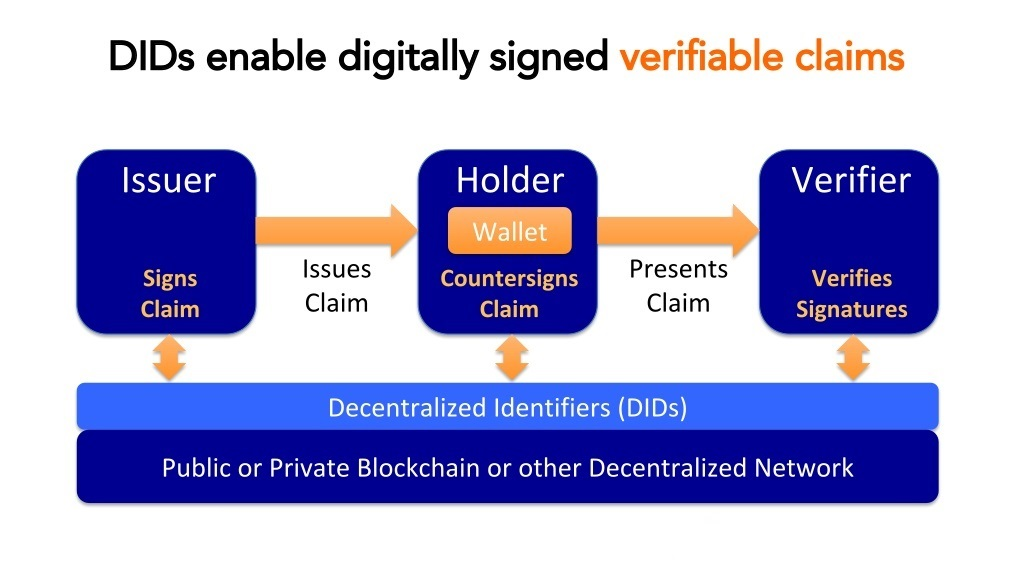
De standaard elementen van een DID doc

Met self-sovereign identity (SSI) heeft de gebruiker de mogelijkheid om unieke identificatoren te maken en te beheren alsook om identiteit data op te slaan.
In een self-sovereign identity aanpak kunnen gebruikers hun eigen identiteit maken en beheren, zonder dat ze afhankelijk zijn van een centrale autoriteit.
Een SSI kan een decentrale identiteit zijn, maar kan ook data zijn van een social media account, een geschiedenis van transacties op een ecommerce site of een attestatie van vrienden of collega's.
In het centrale identiteit paradigma wordt een identiteit van een persoon geleverd door een buitenstaande entiteit. In het decentrale identiteit paradigma staat de gebruiker in het midden van het raamwerk, waarbij er geen noodzaak is voor een derde partij om identiteiten te leveren en te beheren.

## Europese Unie
De Europese Unie ontwikkelt een eIDAS compatibel European Self-Sovereign Identity Framework (ESSIF). Het ESSIF maakt gebruik van decentralized identifiers (DIDs) en de European Blockchain Services Infrastructure (EBSI).

## Nederland
De Rijksdienst voor Identiteitsgegevens verkent met partners SSI mogelijkheden. Dataminimalisatie en privacy in burgerservicenummer-ontwikkelingen houden ook rekening met SSI mogelijkheden.
De Dutch Blockchain Coalition onderhoudt een Dutch Self-Sovereign Identity Framework (DSSIF).
De Nederlandse digitale bronidentiteit (DBI) is een digitale identiteit voor gebruik in de publieke en private sector. De DBI wordt door de overheid uitgegeven en wordt vastgelegd in wet- en regelgeving. DBI moet er op termijn voor zorgen dat de digitale identiteit van burgers gekoppeld kan worden aan de Europese digitale wallet. Betrouwbare partijen kunnen de wallet, op verzoek van de burger, vullen met gegevens.